# باولو فريري كوستا
باولو فريري كوستا هو سياسي برازيلي، ولد في 14 فبراير 1955 في ساو باولو في البرازيل. نشط حزبياً في حزب الديمقراطيين ‏. وقد انتخب النائب الاتحادي لساو باولو ‏ خلال فترته النيابية ‏ (1 فبراير 2019 – ) وانتخب عضو مجلس النواب البرازيلي ‏ خلال فترته النيابية ‏ وانتخب عضو مجلس النواب البرازيلي ‏ عن دائرة São Paulo ‏ وقد انضم خلال فترته النيابية ‏ للكتلة البرلمانية Liberal Party (Brazil, 2006) ‏.

## وصلات خارجية
- الموقع الرسمي